# Rostryggig sparv
Rostryggig sparv (Aimophila rufescens) är en fågel i familjen amerikanska sparvar inom ordningen tättingar. Den förekommer i Centralamerika, från Mexiko till Costa Rica.

## Utseende
Rostryggig sparv är en stor (20 cm) och kraftig sparv, liksom övriga i sitt släkte med rostfärgad hjässa och lång, avrundad stjärt. Karakteristiskt är stor näbb med svart övre del och blågrå nedre, kraftiga ansiktsteckningar med bland annat ett tydligt svart mustaschsstreck samt rostfärgade vingar och stjärt.

## Utbredning och systematik
Rostryggig sparv delas in i sju underarter med följande utbredning:
- Aimophila rufescens antonensis – arida nordvästra Mexiko (Sierra de San Antonio i norra och centrala Sonora)
- Aimophila rufescens mcleodii – nordvästra Mexiko (östra Sonora och västra Chihuahua till norra Sinaloa, västra Durango)
- Aimophila rufescens rufescens – västra Mexiko (södra Sinaloa till Colima, Oaxaca, södra Puebla och sydvästra Chiapas)
- Aimophila rufescens pyrgitoides – östra Mexiko (södra Tamaulipas) till Guatemala, Honduras och El Salvador
- Aimophila rufescens pectoralis – södra Mexiko (Chiapas) till bergstrakter i västra Guatemala och El Salvador
- Aimophila rufescens discolor – södra Belize till nordöstra Guatemala, norra Honduras och nordöstra Nicaragua
- Aimophila rufescens hypaethra – Stillahavssluttningen i nordvästra Costa Rica (Cordillera de Guanacaste)

### Familjetillhörighet
Tidigare fördes de amerikanska sparvarna till familjen fältsparvar (Emberizidae) som omfattar liknande arter i Eurasien och Afrika. Flera genetiska studier visar dock att de utgör en distinkt grupp som sannolikt står närmare skogssångare (Parulidae), trupialer (Icteridae) och flera artfattiga familjer endemiska för Karibien.

## Levnadssätt
Rostryggig sparv hittas i olika miljöer som buskiga kanter kring jordbruksmark, skogslandskap med ek och tall, fuktiga städsegröna bergsskogar och savann, från havsnivå upp till 2700 meters höjd. Den håller sig vanligen dold i vegetationen, på eller nära marken, men sjunger från en mer synlig, upphöjd plats i buskar och träd.

## Status
Arten har ett stort utbredningsområde och beståndet anses stabilt. Internationella naturvårdsunionen IUCN listar den därför som livskraftig (LC).